# GRB 060218
GRB 060218 – nietypowy rozbłysk gamma, wykryty przez satelitę Swift, 18 lutego 2006 roku. Jego źródło znajdowało się w gwiazdozbiorze Byka w odległości około 440 milionów lat świetlnych od Ziemi. O wyjątkowości GRB 060218 stanowił wyjątkowo długi czas jego trwania (około 33 minut) oraz lokalizacja źródła, znacznie bliższa Ziemi niż większości odkrywanych zjawisk tego typu. Ponadto rozbłysk niósł ze sobą znacznie mniejszą energię. Była ona na tyle mała, że gdyby pochodził z obszarów oddalonych o miliardy lat świetlnych, skąd zwykle dochodzą do nas podobne błyski, nie zostałby wykryty. Zjawisko, które przyczyniło się do powstania GRB 060218 nie jest jeszcze do końca znane. Odkryta poświata w świetle widzialnym, sugerowała, iż był to wybuch supernowej, co potwierdziło się 28 lutego tego samego roku, gdy w miejscu rozbłysku odkryto supernową SN 2006aj.